# Santo Tomás Chautla
Santo Tomás Chautla es una población del estado mexicano de Puebla, forma parte del municipio del mismo nombre cuya cabecera es la capital del estado, Puebla de Zaragoza, con la que se encuentra conurbada.

## Localización y demografía
La población de Santo Tomás Chautla se encuentra ubicado en la zona centro-oeste del municipio de Puebla, casi en los límites con el municipio de Cuautinchán. Se encuentra en las coordenadas geográficas 18°57′47″N 98°9′17″O / 18.96306, -98.15472 y a una altitud de 2 121 metros sobre el nivel del mar. 
Se encuentra prácticamente conurbada con la ciudad de Puebla, que se extiende principalmente al norte y noreste de Santo Tomás Chautla; se encuentra al oeste de la antigua población de San Francisco Totimehuacán y al noroeste de la Presa de Valsequillo. Su principal vía de comunicación es la carretera Puebla-Tecali de Herrera, conocida en la zona como Boulevard Capitán Carlos Camacho Espíritu.
De acuerdo al Censo de Población y Vivienda realizado en 2010 con el Instituto Nacional de Estadística y Geografía, Santo Tomás Chautla tiene una población total de 6 540 habitantes, de los que 3 250 son hombres y 3 290 son mujeres.

## Historia
Santo Tomás Chautla perteneció al antiguo municipio de Totimehuacán hasta 1920 y de nuevo desde 1930 hasta el 30 de octubre de 1962 en que este municipio fue suprimido e incorporado al municipio de Puebla. Entre 1920 y 1930 fue parte del municipio de Tecali.
Santo Tomás Chautla tiene el carácter de junta auxiliar del municipio de Puebla.